# 十八里店站
十八里店站位于北京市朝阳区十八里店地区十八里店村，沿规划垡头西二路敷设，跨规划垡头东一路路口设置，是北京地铁17号线的地铁车站，2021年12月31日启用。

## 车站结构

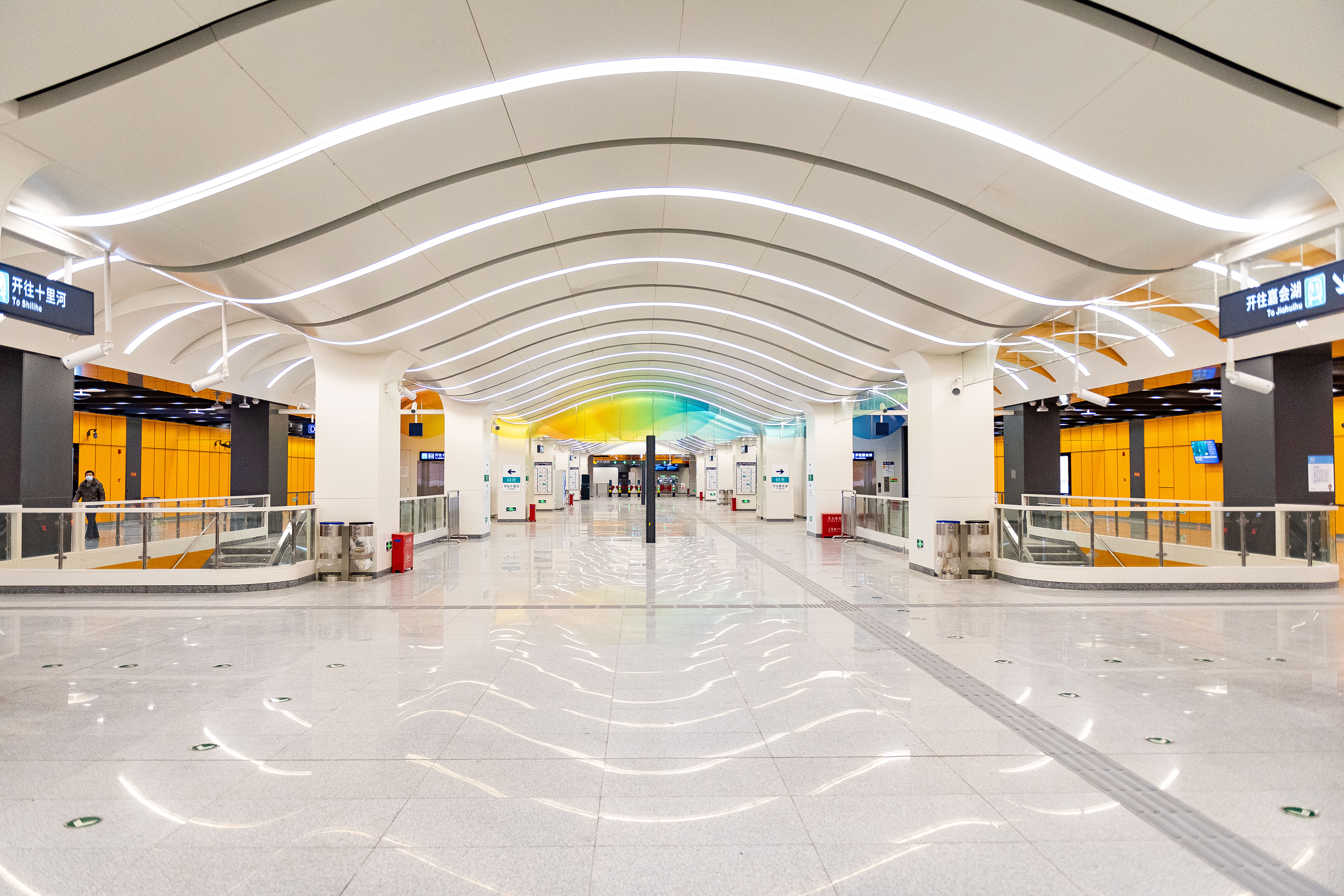
站厅

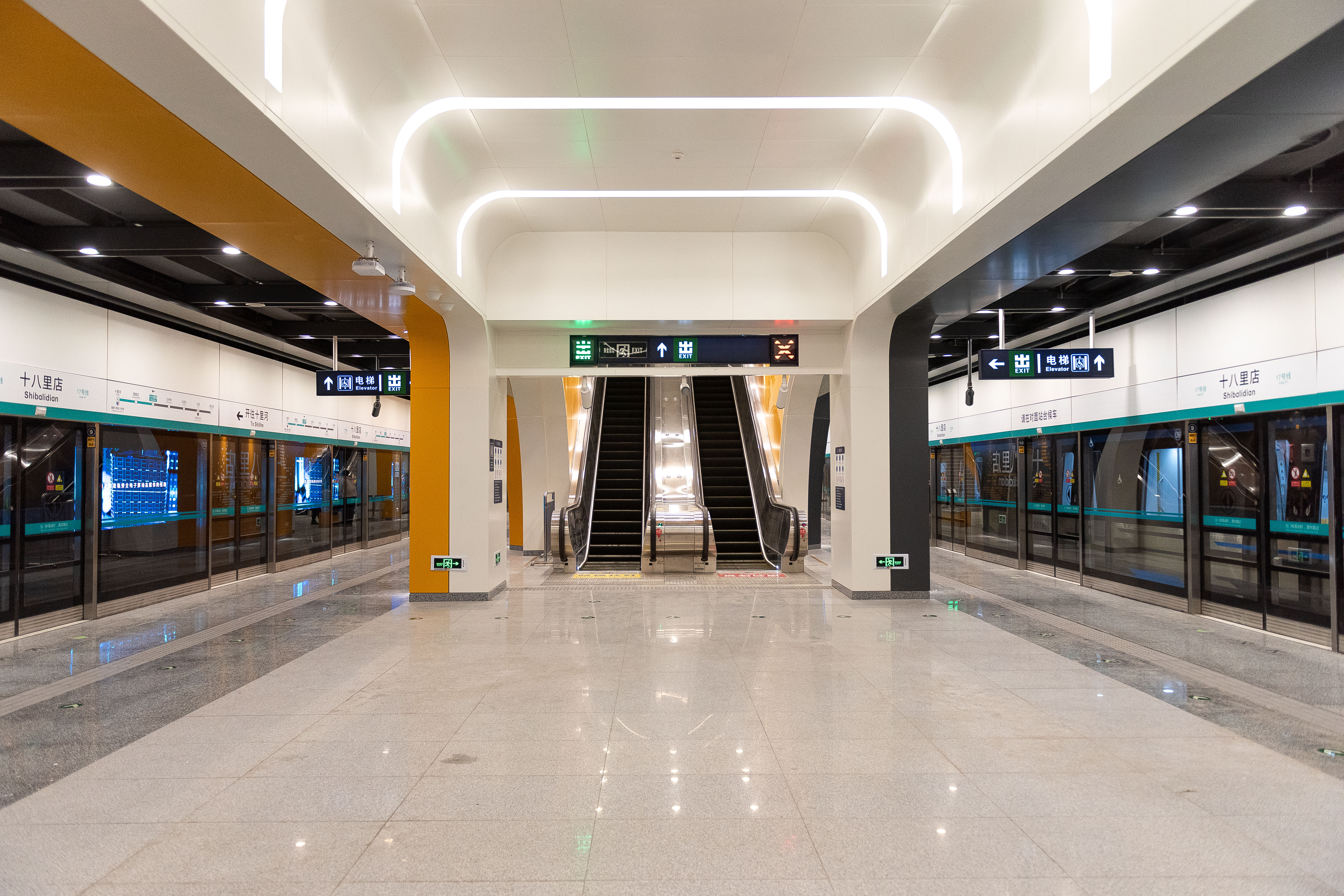
十里河方向站台

本站为明挖地下双层双岛三线车站，大致呈西北-东南向布置，总长308.41米，有效站台长186米，车站底板标准段埋深为16.650米，车站标准段宽度为23.10米，车站中心线处轨顶绝对标高为17.170米。本站共设置4个出入口，开工时地块内暂无道路。
| 地面 |                            | 出入口                           |  |  |
| B1层 | 站厅                       | 客服中心、自动售票机、进出站闸机 |  |  |
| B2层 |                            | █ 17号线 往十里河（周家庄）      |  |  |
|      | 岛式站台，左侧车门将会打开 |                                  |  |  |
|      |                            | 本侧列车不载客                   |  |  |
|      | 岛式站台，左侧车门将会打开 |                                  |  |  |
|      |                            | █ 17号线 往嘉会湖（北神树）      |  |  |

## 出入口
本站设有3个出入口，其中A口距公交车站和行人出口最近。车站东侧的老君堂村居民则因高标南路封路，需涉险钻过4道围挡并穿越丰双铁路。
|                       |          |                    |      |            |
| 编号                  | 指示     | 建议前往的目的地   | 照片 | 无障碍设施 |
| 出口 · A · 升降机标志 | 大羊坊路 | 行人出口、公交车站 |      |            |
| 出口 · C · 升降机标志 | 大羊坊路 |                    |      |            |
| 出口 · D              | 大羊坊路 |                    |      | 不適用     |
| 註： 設有             |          |                    |      |            |

## 历史
本站工程名为朝阳港站。2021年7月19日，北京市规划和自然资源委员会拟将本站正式命名为十八里店站。